# La costa més llunyana
La costa més llunyana (títol original The Farthest Shore) és una novel·la fantàstica d'Ursula K. Le Guin publicada el 1972. És la tercera novel·la de la saga Terramar, entesa fins llavors com una trilogia.

## Argument
Arren (Lebannen), el jove príncep d'Enlad, és enviat pel seu pare a Roke, l'illa dels savis, per a demanar consell a l'Arquemag Esparver (Ged) per un estrany i inexplicable malestar que està desolant l'Arxipèlag de Terramar. La màgia està perdent el seu poder, els cants estan sent oblidats i els homes i animals emmalalteixen o embogeixen.
Ged s'embarcarà amb el jove Arren a la recerca de l'origen en un món de dracs, de mar i de màgia que l'envia fins a una costa desolada d'una illa llunyana i perduda.